# Abtprimas

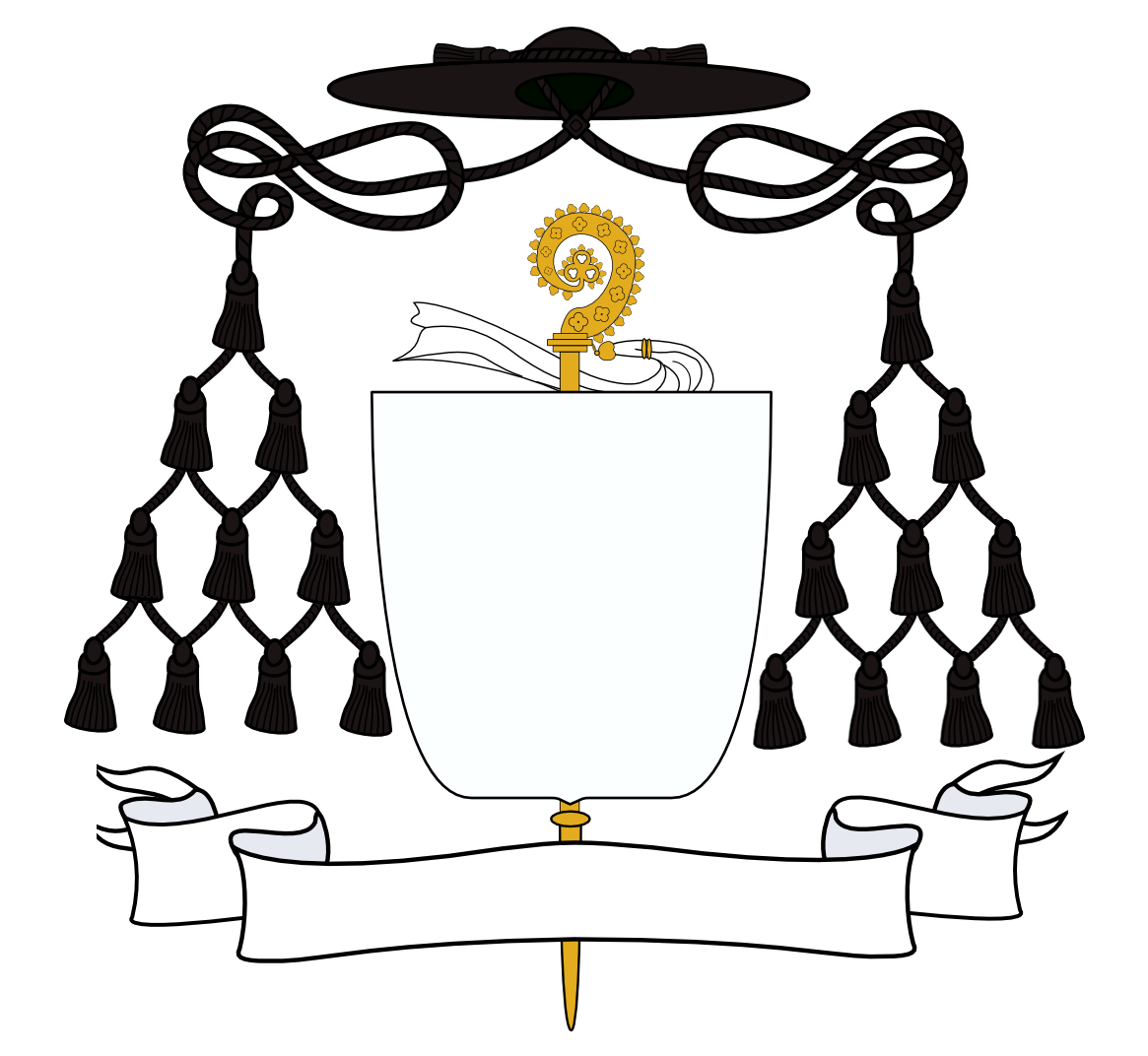
Wappenmuster eines Abtprimas

Abtprimas (lateinisch Abbas Primas) nennt man seit dem späten 19. Jahrhundert den Leiter einer Ordenskonföderation. Eine Konföderation ist der Zusammenschluss verschiedener Ordenskongregationen, die wiederum von den einzelnen ihnen anhängenden Klöstern gebildet werden. Der Abtprimas zählt zu den im Kirchenrecht erwähnten „höheren Oberen“, seine Kompetenzen ergeben sich jedoch im Wesentlichen aus dem Eigenrecht des betreffenden Ordens.

## Benediktiner
Seit 1893 steht ein Abtprimas an der Spitze der Benediktinischen Konföderation, des weltweiten Zusammenschlusses der Benediktinerklöster. Er vertritt die Konföderation beim Heiligen Stuhl und nach außen, hat aber keine zentrale Leitungsfunktion. Besondere Aufsicht hat er über die Klöster, die keiner Kongregation angehören (Klöster extra Congregationes).
Der Abtprimas wird vom alle vier Jahre tagenden Äbtekongress der Benediktiner gewählt. Die Amtszeit beträgt acht Jahre, mit Möglichkeit der Wiederwahl für weitere Vier-Jahres-Perioden. Er leitet die Primatialabtei Sant’Anselmo in Rom und ist Großkanzler des Päpstlichen Athenaeums Sant’Anselmo. Er darf sich qua Amt der Pontifikalien im ganzen Orden bedienen und besitzt Teilnahmerecht am allgemeinen Konzil.
Liste der Amtsinhaber
1. 1893–1913 Hildebrand de Hemptinne
2. 1913–1947 Fidelis von Stotzingen
3. 1947–1959 Bernard Kälin
4. 1959–1967 Benno Gut
5. 1967–1977 Rembert Weakland
6. 1977–1992 Viktor Josef Dammertz
7. 1992–1995 Jerome Theisen (im Amt gestorben), 1995–1996 Francis Rossiter (Pro-Primas, ad interim)
8. 1996–2000 Marcel Rooney
9. 2000–2016 Notker Wolf
10. 2016–2024 Gregory Polan[2]
11. 2024–0000 Jeremias Schröder

## Augustiner-Chorherren
Auch der Leiter der weltweiten Konföderation der Augustiner-Chorherren trägt den Titel Abtprimas. Er wird auf sechs Jahre unter den Leitern der einzelnen Kongregationen – die seit 1959 zur Konföderation zusammengeschlossen sind – gewählt, verbleibt aber gleichzeitig Abt bzw. Propst seines jeweiligen Klosters. Amtsträger bis 2016 war Propst Bernhard Backovsky, Generalabt der Kongregation der österreichischen Augustiner-Chorherren. Der Primatialrat der Konföderation der Augustiner-Chorherren hat am 11. Oktober 2016 in Assisi (Italien) den Propst des Klosters vom Großen Sankt Bernhard, Jean-Michel Girard, zum Abtprimas gewählt.
Liste der Amtsinhaber
1. 1959–1968 Louis-Séverin Haller, Kongregation von St. Maurice
2. 1968–1974 Gebhard Koberger, Österreichische Kongregation der Lateranensischen Chorherren
3. 1974–1980 (Anton Bull), Lateranensische Kongregation
4. 1980–1986 Angelin-Maurice Lovey, Kongregation vom Großen St. Bernhard
5. 1986–1992 Karl Egger, Windesheimer Kongregation der Lateranensischen Chorherren
6. 1992–1998 Henri Salina, Kongregation von St. Maurice
7. 1998–2004 Anthony Maggs, Lateranensische Kongregation vom Heiligsten Erlöser
8. 2004–2010 Maurice Bitz, Kongregation von St. Victor
9. 2010–2016 Bernhard Backovsky, Österreichische Kongregation der Lateranensischen Chorherren
10. 2016–2022 Jean-Michel Girard, Kongregation vom Großen St. Bernhard
11. 2022–2025 Jean Scarcella, Kongregation von St. Maurice

## Weblink
- Einträge zu Abtprimas - Abbot Primate auf catholic-hierarchy.org (Google-Partner)